# Contea di Yeongam
La contea di Yeongam (Yeongam-gun; 영암군; 靈巖郡) è una delle suddivisioni della provincia sudcoreana del Sud Jeolla.